# Marcela Pini
Marcela Pini Fernández (Uruguay, 1972) es una psicóloga, docente, investigadora y activista transfeminista uruguaya.

## Trayectoria
Ex trabajadora sexual, Pini es Licenciada en Psicología, egresada de la Universidad de la República. Integra el Orden de Egresados en la Asamblea de Claustro de la Facultad de Psicología por el período 2018-2020. Y, actualmente, es maestranda en psicología clínica en la misma casa de estudios.
Fue docente en el Centro de Formación Penitenciaria (CEFOPEN) del Instituto Nacional de Rehabilitación (INR) de Uruguay, brindando talleres sobre prevención del suicidio, violencia de género y consumo problemático de sustancias en unidades penitenciarias. Trabaja como profesional independiente especializada en psicología clínica.
En las elecciones presidenciales de 2019, fue candidata a diputada por el Departamento de Canelones en la lista 939, Frente Amplio.
Pini es una de las fundadoras de la organización Unión Trans, junto con las activistas Josefina González y Delfina Martínez, y fue una de las referentes públicas de la Campaña Nacional en Apoyo a la Ley Integral Trans. En 2019, fue una de las tres principales expositoras, junto con Rita Segato y Nancy Cardoso, en la sexta edición de las Jornadas de Debate Feminista. En uno de los pasajes de su conferencia, expresóː

"'El sufrimiento de la exclusión, la marginalidad a la que nos ha llevado la sociedad heteronormativa, neoliberal y machista, nos une', dijo. En este sentido, la psicóloga afirmó que 'la cultura trans es sub-cultura, porque es subversiva'. 'Vaya si les hemos mostrado con nuestra propia vida que si no nos incluyen quienes pierden son ustedes', agregó, porque 'una cultura que no habilita lo diverso no sólo deja al margen al diverso, sino que deja al margen su propia diversidad'."
Marcela Pini, julio de 2019.